# El gat amb botes: l'últim desig
El gat amb botes: l'últim desig (títol original en anglès, Puss in Boots: The Last Wish) és una pel·lícula estatunidenca de comèdia d'aventures animada per computadora de 2022, produïda per DreamWorks Animation i distribuïda per Universal Pictures. La pel·lícula és una seqüela d'El gat amb botes (2011) i és derivada de la franquícia de Shrek. Està dirigida per Joel Crawford, amb la codirección de Januel Mercat, i és protagonitzada per les veus d'Antonio Banderas i Salma Hayek, que reprenen els seus papers del Gat amb botes i Kitty Urpes de Seda, respectivament. S'ha doblat i subtitulat al català.

## Premissa
Quan El gat amb botes s'assabenta que ha usat vuit de les seves nou vides, emprèn un viatge per a trobar el místic Últim desig i restaurar les vides que ha perdut amb Kitty Urpes de Seda i el seu nou company Gos, un gos de teràpia que estava disfressat de gat a la casa de mama Lluna, mentre escapa de nous enemics que intenten caçar-lo a causa de la seva reputació després de la primera pel·lícula.

## Repartiment

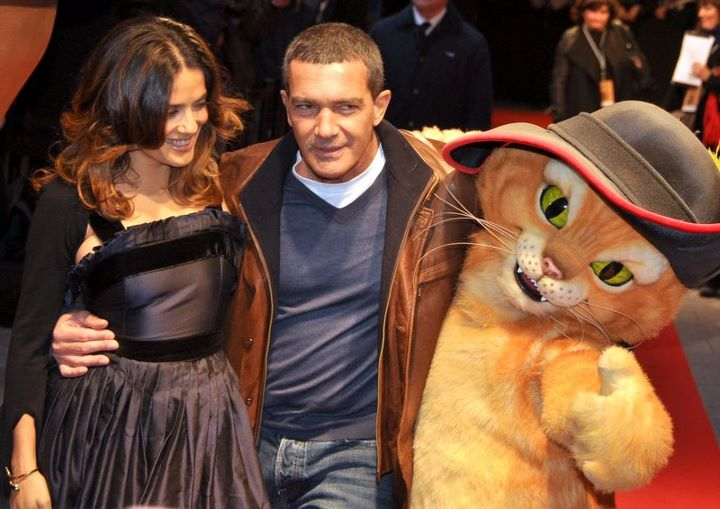
D'esquerra a dreta: Salma Hayek, Antonio Banderas i El gat amb botes.

- Antonio Banderas com al Gat amb Botes, un gat exfugitiu de la llei i heroi de San Ricardo.[4]
- Salma Hayek com a Kitty Urpes de Seda, una gata Tuxedo coneixedora del carrer que és la contrapart femenina i l'interès amorós del Gat.[5]
- Olivia Colman com a mama Ossa.[5]
- Harvey Guillén com a Gos, un gos de teràpia.[5]
- Samson Kayo com a bebè os.[5]
- Wagner Moura com al llop feroç. El llop que es veu en aquesta pel·lícula és una versió separada de la qual es veu a les pel·lícules de Shrek.[6]
- John Mulaney com a "Gran" Jack Horner.[6]
- Florence Pugh com a Rínxols d'or.[6]
- Da'Vine Joy Randolph com a mama Lluna.[5]
- Ray Winstone com a papa Os.[5]
- Kevin McCann com a Grill parlant

A més, Anthony Méndez ha estat triat per a un paper no revelat.

### Doblatge en català
| Personatge          | Intèrpret         |
| ------------------- | ----------------- |
| Gat amb botes       | Albert Mieza      |
| Kitty Urpes de Seda | Esther Solans     |
| Gos                 | Sergi Olmo        |
| Rínxols d'or        | Carla López Mauri |
| Mama Ossa           | Victòria Pagès    |
| Papa Os             | Jaume Mallofre    |
| Menut               | Marc Torrents     |
| Jack Horner         | Pau López         |
| Grill-parlant       | Jose Padilla      |
| Llop                | Raul Llorens      |
| Mama Lluna          | Roser Aldabó      |
| Metge               | Mark Ullod        |

## Producció

### Desenvolupament
El novembre de 2012 el productor executiu Guillermo del Toro va compartir les intencions del director Chris Miller de portar al personatge principal en una aventura a un lloc molt exòtic. També va dir que es van completar un parell d'esborranys per al guió. L'abril de 2014, l'actor de doblatge Antonio Banderas va dir que havia començat a treballar en la seqüela. El 12 de juny de 2014 la pel·lícula es va titular El gat amb botes 2: Nou vides i 40 lladres. El març de 2015 Banderas va dir que el guió estava en procés de reestructuració, també va insinuar la possibilitat que Shrek aparegués a la pel·lícula.
Per a novembre de 2018 el fundador i CEO d'Illumination Chris Meledandri es va incorporar com a productor executiu de Shrek 5 i El gat amb botes 2. El febrer de 2019 es va informar que Bob Persichetti estava llest per a dirigir la pel·lícula mentre que Latifa Ouaou productora de la primera pel·lícula supervisaria el desenvolupament de la seqüela amb Chris Meledandri. El 19 d'agost de 2020 DreamWorks va registrar la marca registrada «El gat amb botes: l'últim desig» com el nou títol de la seqüela que va ser aprovada al desembre. El març de 2021 Joel Crawford va reemplaçar a Persichetti com a director, després d'haver dirigit prèviament Els Croods: Una nova era (2020) de DreamWorks, amb el productor Mark Swift, l'editor James Ryan i el guionista Paul Fisher tornant com a col·laboradors juntament amb Januel Mercado, qui va ser el cap de la història en aquesta pel·lícula i el codirector d'aquesta pel·lícula. Els membres del repartiment es van anunciar el març de 2022.

### Animació i disseny
Igual que la pel·lícula anterior de DreamWorks, The Bad Guys (2022), la inspiració per al disseny de la pel·lícula va provenir de Spider-Man: Un nou univers (2018) de Sony Pictures Animation perquè fos més semblant a un llibre de contes que no a un còmic. Amb l'ús de nova tecnologia, l'equip de DreamWorks es va centrar més en un disseny d'estil pictòric, per a fer que la pel·lícula semblés un món de contes de fades, diferent del que era a Shrek (2001) del seu extint estudi Pacific Data Images.

### Música
El compositor d'Els Mínions i Gru, el meu dolent preferit, Heitor Pereira, va compondre la partitura de la pel·lícula, reemplaçant a Henry Jackman de la primera pel·lícula. El 29 de juny de 2022 es va informar que es trobava en procés d'enregistrament de la partitura.

## Estrena
La pel·lícula s'estrenarà el 21 de desembre de 2022. Originalment, estava programada per a estrenar-se el 2 de novembre de 2018, i més tard el 21 de desembre de 2018, abans que s'eliminés per complet del calendari d'estrenes el gener de 2015 a causa de la reestructuració corporativa i la nova política de DreamWorks Animation d'estrenar només dues pel·lícules a l'any. Després de la resurrecció del projecte, se li va donar una data de llançament per al 23 de setembre de 2022, però l'abril de 2022, es va traslladar a la seva data actual del 21 de desembre.
Els primers trenta minuts de la pel·lícula es van projectar al Festival de Cinema d'Animació d'Annecy el 14 de juny de 2022. Els crítics van notar el to més fosc de la pel·lícula en comparació amb la seva predecessora i el director Joel Crawford va estar d'acord amb ells, esmentant que la «por a la mort és el motor que impulsa la pel·lícula».